# Аборты во Франции

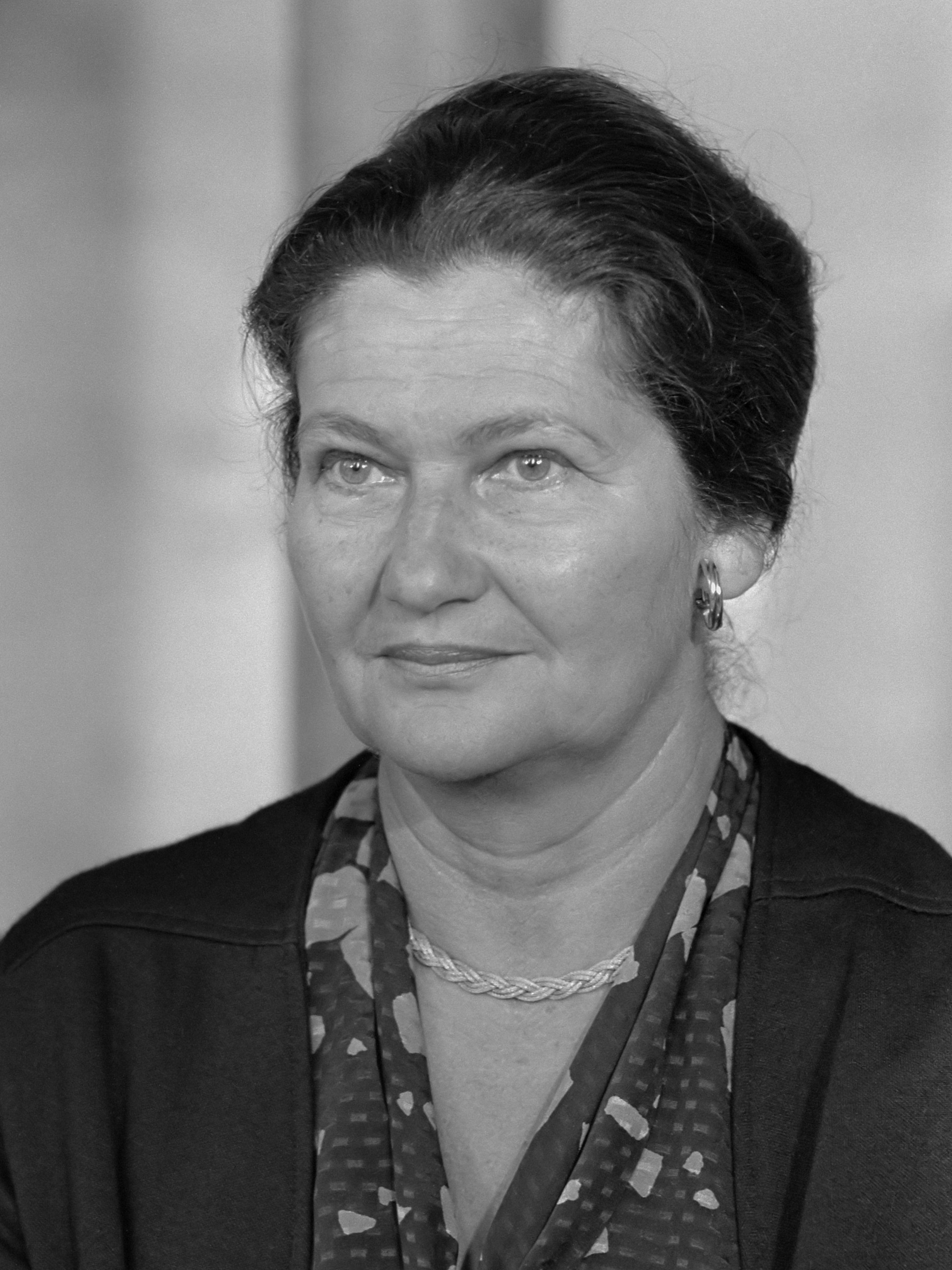
Симона Вейль (1984)

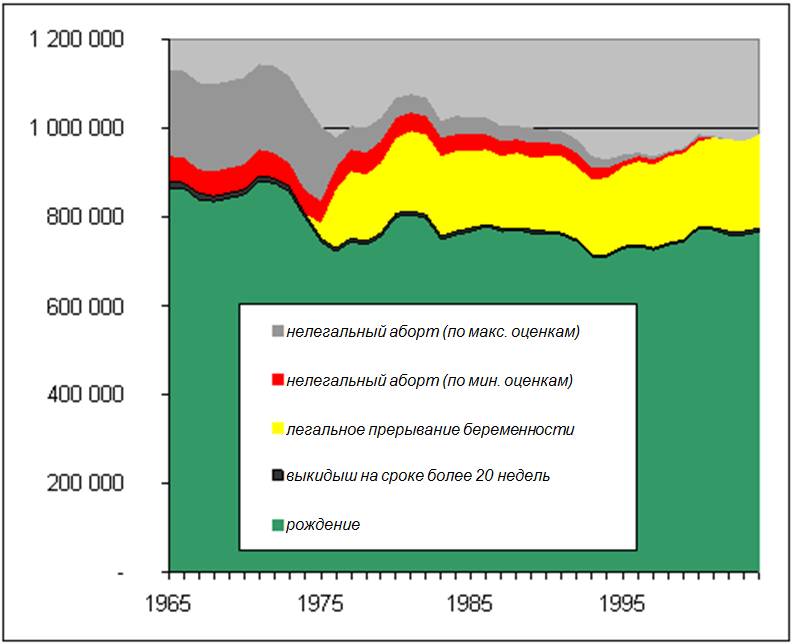
Окончание беременности во Франции (за исключением выкидышей на ранних сроках) – эволюция с 1965 по 2005 годы
нелегальный аборт (по максимальным оценкам)
нелегальный аборт (по минимальным оценкам)
легальное прерывание беременности
выкидыш на сроке более 20 недель
рождение

Искусственным (добровольным) прерыванием беременности во Франции считается искусственный аборт, произведённый по желанию женщины в отсутствии медицинских показаний. Впервые его возможность была введена в 1975 году законом Симоны Вейль. Законодательные основания для искусственного прерывания беременности содержатся в статье L.2211-1 и соответствуют Кодексу общественного здравоохранения Франции.

## Законодательство, применяемое во Франции

### Срок аборта
В соответствии с законом, женщина может обратиться с целью искусственного прерывания беременности в течение первых 12 недель (14 акушерских недель).
Аборт по медицинским показаниям возможен на любом сроке беременности, если существует угроза жизни матери или если плод имеет серьёзное заболевание, неизлечимое на момент постановки диагноза.

### Финансирование из средств медицинского страхования
Расходы по оказанию медицинской помощи и госпитализации, связанные с искусственным прерыванием беременности, финансируются средствами медицинского страхования с 1983 года. Полное покрытие этих расходов было установлено в марте 2013 года, а начиная с 1 января 2016 года, все дополнительные расходы (медицинская консультация, анализы, ультразвуковое исследование и т.д.) также возмещаются системой медицинского страхования. 

### Условия и процедуры[3]
Женщина и только она свободно принимает решение, вне зависимости от того, совершеннолетняя она или нет.
Несовершеннолетняя женщина может прибегнуть к искусственному прерыванию беременности без согласия родителей, в случае, если её сопровождает совершеннолетнее  лицо .
До 2015 года обязательным было прохождение двух медицинских консультаций с перерывом на размышление длительностью 7 дней, который в случае, если срок беременности приближается к 12 неделям, мог быть сокращён до двух дней.
С 2015 года две консультации могут быть заменены одной.
В ходе первой консультации врач проводит клиническое обследование и информирует пациентку о различных методах, рисках и последствиях искусственного прерывания беременности. Психолого-социальная беседа с семейным психологом предлагается каждой женщине, изъявившей желание прервать беременность. Эта беседа обязательна для несовершеннолетних.
Контрольная консультация проходит на 14–21 день после процедуры прерывания беременности.

## Статистика абортов во Франции
Каждый год во Франции происходит порядка 200 000 искусственных прерываний беременности. В 1975-1985 годах доля абортов по отношению к рождениям составляла около 33%, затем снизилась и приблизилась в 2000-х годах к 25%. Нелегальные аборты были значительным явлением до 1995 года, затем их число снизилось. Частота абортов в возрастной группе 19-25 лет наибольшая.
| Год                                                     | 1976    | 1990    | 2000    | 2010    | 2015    |
| ------------------------------------------------------- | ------- | ------- | ------- | ------- | ------- |
| Число абортов                                           | 246 000 | 209 000 | 192 174 | 213 317 | 203 463 |
| Соотношение абортов на 100 рождённых живыми             | 34,1    | 27,4    | 26,6    | 26,4    | 26,7    |
| Число абортов на 1000 женщин в возрасте 15-49 лет в год | 19,6    | 14,8    | 14,2    | 14,8    | 14,5    |
| Среднее число абортов на одну женщину                   | 0,66    | 0,49    | 0,51    | 0,53    | n.d     |